# إرنست بيندا
إرنست بيندا هو قانوني ومحامي وقاضي وأستاذ جامعي وسياسي ألماني، ولد في 15 يناير 1925 في برلين في ألمانيا، وتوفي في 2 مارس 2009 في كارلسروه في ألمانيا. نشط حزبياً في الاتحاد الديمقراطي المسيحي (1946 – 1946).

## مناصب
- انتخب قاضي لدى المحكمة الدستورية الألمانية ‏ (8 ديسمبر 1971 – 20 ديسمبر 1983).
- انتخب وزير الداخلية الاتحادي ‏ (2 أبريل 1968 – 21 أكتوبر 1969).
- انتخب عضو في برلمان برلين ‏ (26 يناير 1955 – 17 أكتوبر 1957).
- انتخب عضو في البوندستاغ الألماني خلال فترته النيابية  [لغات أخرى]‏ (1957 – 1971).

## وصلات خارجية
- إرنست بيندا على موقع IMDb (الإنجليزية)
- إرنست بيندا على موقع مونزينجر (الألمانية)
- إرنست بيندا على موقع ميوزك برينز (الإنجليزية)
- إرنست بيندا على موقع ديسكوغز (الإنجليزية)